# Cozumelvireo
De cozumelvireo (Vireo bairdi) is een zangvogel uit de familie Vireonidae (vireo's). Deze vogel is genoemd naar de Amerikaanse ornitholoog Spencer Fullerton Baird.

## Verspreiding en leefgebied
Deze soort is endemisch op Cozumel, een eiland in de Caraïbische Zee voor de kust van Mexico.

## Status
De grootte van de populatie is in 2019 geschat op 20.000-50.000 volwassen vogels. Het verspreidingsgebied is erg klein en het is nog onduidelijk of de soort achteruitgaat door habitatverlies. Op de Rode lijst van de IUCN heeft deze soort daarom de status gevoelig.